# Michel Natalis
Michel Natalis (Liège, 1610. október 10. – Liège, 1668. szeptember 3.) vallon rézmetsző.

## Élete
Apja Jérôme Noël (latinul Natalis) 1614–1633 közt pénzérméket vésett Liège-ben. Michel Natalis 1633-ban ment Rómába, ahol megismerkedett Joachim Sandrarttal, aki megbízta, hogy készítsen metszeteket a Galleria Giustiniana szobrairól. A munkában Pieter de Bailliu, Claude Mellan, Corneille Bloemaert és Théodore Matham is közreműködött. 1639-ben visszatért Liège-be, és feleségül vette Marie Facoumont-t. 1640–42 közt Antwerpenben dolgozott, ahol Abraham van Diepenbeeck rajzai nyomán készített metszeteket, és Martin van den Enden kiadóval dolgozott együtt. 1647-ben Párizsban Sebastien Bourdon megbízta, hogy készítsen metszetet a Szent Család (Sainte Famille) című képe után. 1648-ban újra visszatért Liège-be, ahol Miksa András (1650–1688) hercegpüspök hivatalos rézmetszőjévé nevezték ki. 1653-ban Miksa András bajor választófejedelem, Liège-i hercegpüspök rézmetszőjének címét nyerte el. 1658-ban Frankfurt am Mainban I. Lipót koronázása alkalmából elkészítette az arcképét. 1661-ben Párizsban csatlakozott honfitársához, Jean Valdorhoz. 1668-ban XIV. Lajos francia király évjáradékot hagyott jóvá számára, és ellátást ajánlott számára a Louvre-ban udvari fő rézmetsző címmel, de még azelőtt meghalt, mielőtt elhagyta volna szülővárosát.